# خوارزمية كارماركر
خوارزمية كارماركر هي خوارزمية قدمها ناريندرا كارماركر في عام 1984 لحل مسائل البرمجة الخطية . كانت أول خوارزمية ذات كفاءة معقولة لحل هذه المسائل في زمن متعدد الحدود . طريقة الإهليلجي هي أيضا متعددة الحدود لكنها أثبتت أنها غير فعالة عمليا.
بجعل {\displaystyle n}تدل على عدد المتغيرات و {\displaystyle L} على عدد وحدات بت في مدخلات الخوارزمية، خوارزمية كارماركر تحتاج إلى {\displaystyle O(n^{3.5}L)}عملية على خانات {\displaystyle O(L)}, في المقابل تحتاج إلى {\displaystyle O(n^{6}L)}عمليات بخوارزمية الاهليجي.
بالتالي زمن تشغيل خوارزمية كارماركر هو:
{\displaystyle O(n^{3.5}L^{2}\cdot \log L\cdot \log \log L)}
باستخدام الضرب القائم على FFT (انظر رمز O الكبير ).
تندرج خوارزمية كارماركر ضمن فئة أساليب النقاط الداخلية : لا يتبع التخمين الحالي للحل حدود المجموعة الممكنة كما هو الحال في طريقة simplex ، لكنه يتحرك بداخل المنطقة الممكنة، مما يحسن تقريب الحل الأمثل بكسر واضح مع كل التكرار، والوصول إلى الحل الأمثل مع البيانات المنطقية.

## الخوارزمية
بالنظر في مشكلة البرمجة الخطية في شكل المصفوفة:
| Maximise cTx |            |
| .Ax ≤ b      | Subject to |

تحدد خوارزمية كارماركر الاتجاه التالي الممكن إلى المثالية وتوازن بمعامل 0 < γ ≤ 1.
وسع كامارك الطريقة  ، لتحل مسائل بقيود اعداد صحيحة والمسائل غير المحدبة.

Input:  A, b, c, {\displaystyle x^{0}}, stopping criterion, γ.
```
 

  

    

      

        
k

        
←

        
0

      

    

    
{\displaystyle k\leftarrow 0}

  

```

```
do while
 
stopping criterion
 
not satisfied
```

```
  

  

    

      

        

          
v

          

            
k

          

        

        
←

        
b

        
−

        
A

        

          
x

          

            
k

          

        

      

    

    
{\displaystyle v^{k}\leftarrow b-Ax^{k}}

  

```

```
  

  

    

      

        

          
D

          

            
v

          

        

        
←

        
diag

        
⁡

        
(

        

          
v

          

            
1

          

          

            
k

          

        

        
,

        
…

        
,

        

          
v

          

            
m

          

          

            
k

          

        

        
)

      

    

    
{\displaystyle D_{v}\leftarrow \operatorname {diag} (v_{1}^{k},\ldots ,v_{m}^{k})}

  

```

```
  

  

    

      

        

          
h

          

            
x

          

        

        
←

        
(

        

          
A

          

            
T

          

        

        

          
D

          

            
v

          

          

            
−

            
2

          

        

        
A

        

          
)

          

            
−

            
1

          

        

        
c

      

    

    
{\displaystyle h_{x}\leftarrow (A^{T}D_{v}^{-2}A)^{-1}c}

  

```

```
  

  

    

      

        

          
h

          

            
v

          

        

        
←

        
−

        
A

        

          
h

          

            
x

          

        

      

    

    
{\displaystyle h_{v}\leftarrow -Ah_{x}}

  

```

```
  
if
 

  

    

      

        

          
h

          

            
v

          

        

        
≥

        
0

      

    

    
{\displaystyle h_{v}\geq 0}

  

 
then
```

```
    
return
 unbounded
```

```
  
end if
```

```
  

  

    

      

        
α

        
←

        
γ

        
⋅

        
min

        
{

        
−

        

          
v

          

            
i

          

          

            
k

          

        

        

          
/

        

        
(

        

          
h

          

            
v

          

        

        

          
)

          

            
i

          

        

        

        

        

          
|

        

        

        

        
(

        

          
h

          

            
v

          

        

        

          
)

          

            
i

          

        

        
<

        
0

        
,

        

        
i

        
=

        
1

        
,

        
…

        
,

        
m

        
}

      

    

    
{\displaystyle \alpha \leftarrow \gamma \cdot \min\{-v_{i}^{k}/(h_{v})_{i}\,\,|\,\,(h_{v})_{i}<0,\,i=1,\ldots ,m\}}

  

```

```
  

  

    

      

        

          
x

          

            
k

            
+

            
1

          

        

        
←

        

          
x

          

            
k

          

        

        
+

        
α

        

          
h

          

            
x

          

        

      

    

    
{\displaystyle x^{k+1}\leftarrow x^{k}+\alpha h_{x}}

  

```

```
  

  

    

      

        
k

        
←

        
k

        
+

        
1

      

    

    
{\displaystyle k\leftarrow k+1}

  

```

```
 
end do
```

## مثال

مثال الحل

بالنظر في البرنامج الخطي
{\displaystyle {\begin{array}{lrclr}{\text{maximize}}&x_{1}+x_{2}\\{\text{subject to}}&2px_{1}+x_{2}&\leq &p^{2}+1,&p=0.0,0.1,0.2,\ldots ,0.9,1.0.\end{array}}}
حيث يوجد متغيرين {\displaystyle x_{1},x_{2}} و 11 قيود مرتبطة باختلاف قيم {\displaystyle p} . يوضح هذا الشكل كل تكرار للخوارزمية كنقاط حمراء. وتظهر القيود كخطوط زرقاء.

## جدل براءات الاختراع
في الوقت الذي ابتكر فيه الخوارزمية، توظف كامارك بواسطة آي بي إم كزميل لما بعد الدكتوراه في مختبر أبحاث سان خوسيه في كاليفورنيا. في 11 أغسطس 1983 ، ألقى ندوة في جامعة ستانفورد لشرح الخوارزمية، وانتمائه لا يزال مدرجًا باسم آي بي إم. بحلول خريف عام 1983 ، بدأ كارماركر العمل في إيه تي آند تي وقدم مقالته إلى Symposium on Theory of Computing ACM لعام 1984 حول نظرية الحوسبة (STOC ، التي عقدت في 30 أبريل - 2 مايو 1984) موضحًا أن انتمائه لمختبرات بيل لإيه تي آند تي . بعد تطبيق الخوارزمية على تحسين شبكة هاتف إيه تي آند تي،  أدركوا أن اختراعه يمكن أن يكون ذا أهمية عملية. في أبريل 1985 ، تقدمت إيه تي آند تي بطلب للحصول على براءة اختراع على خوارزمية كارماركر.